# Comuna Borănești, Ialomița
Borănești este o comună în județul Ialomița, Muntenia, România, formată din satele Borănești (reședința) și Sintești.

## Așezare
Comuna se află pe malul drept al Ialomiței. Prin ea trece șoseaua județeană DJ201, care o leagă spre vest de Coșereni, unde se termină în DN2, și spre est de Slobozia și Țăndărei, trecând prin celelalte localități de pe malul drept al Ialomiței.

## Demografie
Componența etnică a comunei Borănești
     Români (54,28%)
     Romi (38,21%)
     Alte etnii (0,08%)
     Necunoscută (7,43%)
Componența confesională a comunei Borănești
     Ortodocși (90,99%)
     Alte religii (1,29%)
     Necunoscută (7,72%)
Conform recensământului efectuat în 2021, populația comunei Borănești se ridică la 2.397 de locuitori, în scădere față de recensământul anterior din 2011, când fuseseră înregistrați 2.454 de locuitori. Majoritatea locuitorilor sunt români (54,28%), cu o minoritate de romi (38,21%), iar pentru 7,43% nu se cunoaște apartenența etnică. Din punct de vedere confesional, majoritatea locuitorilor sunt ortodocși (90,99%), iar pentru 7,72% nu se cunoaște apartenența confesională.

## Politică și administrație
Comuna Borănești este administrată de un primar și un consiliu local compus din 11 consilieri. Primarul, Ionuț Grecea[*], de la Partidul Național Liberal, este în funcție din octombrie 2020. Începând cu alegerile locale din 2024, consiliul local are următoarea componență pe partide politice:
|  | Partid                          | Consilieri | Componența Consiliului | Componența Consiliului | Componența Consiliului | Componența Consiliului | Componența Consiliului | Componența Consiliului |
|  | ------------------------------- | ---------- | ---------------------- | ---------------------- | ---------------------- | ---------------------- | ---------------------- | ---------------------- |
|  | Partidul Național Liberal       | 6          |                        |                        |                        |                        |                        |                        |
|  | Alianța Dreapta Unită           | 2          |                        |                        |                        |                        |                        |                        |
|  | Partidul Social Democrat        | 2          |                        |                        |                        |                        |                        |                        |
|  | Alianța pentru Unirea Românilor | 1          |                        |                        |                        |                        |                        |                        |

## Istorie
La sfârșitul secolului al XIX-lea, comuna făcea parte din plasa Câmpul a județului Ialomița și avea în satele Borănești și Sintești o populație de 1384 de locuitori. În comună funcționa atunci o școală primară de băieți, cu 38 de elevi și una de fete, cu 17 eleve; precum și două biserici ortodoxe. Anuarul Socec din 1925 consemnează comuna în plasa Urziceni a aceluiași județ, cu aceeași componență și o populație de 1509 locuitori.
În 1950, comuna a trecut în subordinea raionului Urziceni din regiunea Ialomița și apoi, după 1952, din regiunea București. În 1968, a revenit județului Ilfov, fiind însă imediat desființată și integrată comunei Coșereni. Comuna Borănești s-a reînființat în vechea structură în anul 2004.

## Monumente
Singurul obiectiv cuprins în lista monumentelor istorice din județul Ialomița pe teritoriul comunei Borănești este conacul Nicu Chiroiu, monument de arhitectură de interes local, aflat la ieșirea din sat pe DJ201, și datând din anul 1889.